# Ernie Ball

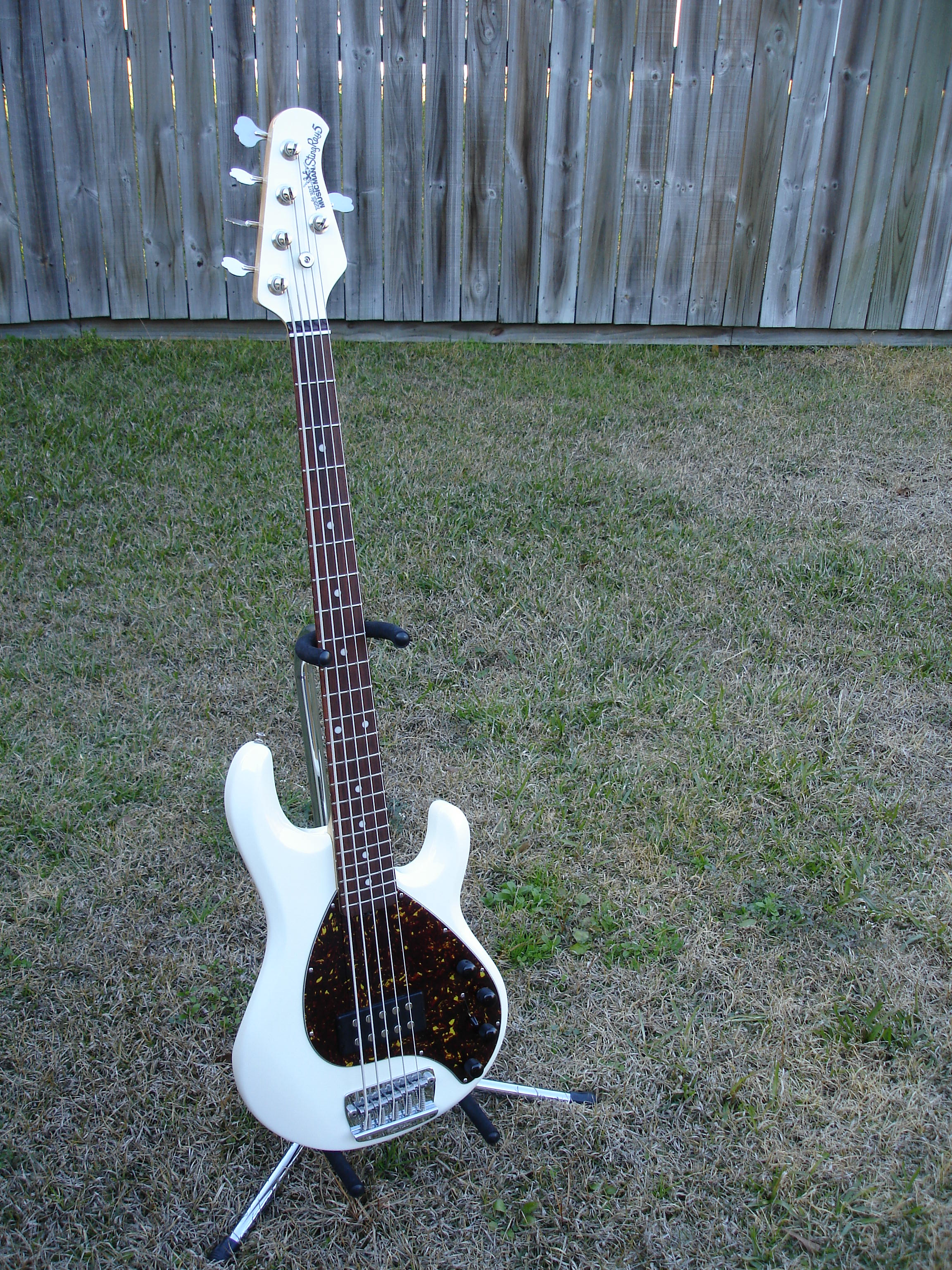
Een van de bekendste basgitaren van Ernie Ball: De Stingray, hier de vijfsnarige variant

Roland Sherwood (Ernie) Ball (Santa Monica, 30 augustus 1930 – San Luis Obispo, 9 september 2004) was een Amerikaans snaren- en muziekinstrumentenfabrikant.
Ball was de oprichter van het naar hem vernoemde bedrijf Ernie Ball dat snaren en muziekinstrumenten produceert. Zijn snaren worden door 's werelds bekendste gitaristen gebruikt, waaronder Jimi Hendrix, Jimmy Page (Led Zeppelin), Paul Gilbert, David Gilmour (Pink Floyd) Steve Lukather, Steve Vai, Slash (Guns'N'Roses), Matthew Bellamy (Muse), Daron Malakian (System of a Down), Albert Lee, Eric Clapton, Angus Young (AC/DC) maar ook door groepen zoals Green Day, Blink 182, Metallica, etc.
Volgens de Britse componist Mo Foster was Ball de eerste ondernemer die in de jaren vijftig een markt zag in snaren die specifiek bedoeld waren voor elektrische gitaren. Na de constatering dat veel elektrische gitaarspelers ervoor kozen om de dunnere, en derhalve makkelijker bespeelbare banjosnaren te gebruiken, ontwikkelde hij specifiek voor de elektrische gitaar bedoelde snaren. Deze werden en worden op de markt gebracht onder de productnaam Slinky.
Hij wordt ook genoemd als uitvinder van een van de eerste moderne akoestische basgitaar, de 'Earthwood' uit 1972.
Ball overleed op 74-jarige leeftijd.

## Muzikanten die met Ernie Ballmateriaal spelen
- Kirk Hammett
- Jimmy Page
- Jimi Hendrix
- John Petrucci
- Paul Gilbert
- Angus Young
- Slash
- Joe Satriani
- Steve Morse
- John Frusciante
- Synyster Gates
- Mac DeMarco